# Йован Долгач
Йован Цветковський, відомий як Йован Долгач, був сербським князем Сербського комітету четницької акції в Західній Македонії.

## Біографія
Долгач народився в селі Кошино, що знаходиться в околицях міста Прилеп. У молодості він, разом зі своїм братом Змейком, займався контрабандою зброї. Пізніше вони обидва приєдналися до ВМРО з метою ведення боротьби проти турків та албанських качачів.
До 1904 року він був членом ВМРО. Пізніше його звербував Глігор Соколов до Сербського комітету четницької дії, і він став лідером Прилепської роти.
Він вчинив вбивство свого брата Змейка Долгача, керівника Македонської революційної організації, оскільки той відмовився приєднатися до сербської сторони.
Брав участь у боях під Мукосою 1905 року та Крапою 1906 року.
У 1905 році після тривалих боротьб він вбив князя Максима Костова. Він також брав участь у Балканських війнах, але сербська влада заарештувала його за те, що він намагався вбити боснійця, якого вважав турком.
Під час Першої світової війни, восени 1915 року, був схоплений ротою ВМРО в рідному селі і ліквідований разом з усім жандармським управлінням.